# Поклонението на пастирите (Сантафеде)
„Поклонението на овчарите“ (на италиански: Adorazione dei pastori) е картина на италианския художник Фабрицио Сантафеде от 1612 - 1614 г. Картината (372 х 239 см) е изложена в Зала 77 на Национален музей „Каподимонте“ в Неапол, Италия. Използваната техника е маслени бои върху платно.

## История
Картината, позната още като Рождество Христово, е нарисувана от  Сантафеде в годините на неговата художествена зрялост – между 1612 и 1614 г. Художникът рисува творбата специално за параклиса на Мария Орсини в църквата „Христос и Мария“ в Неапол. Години по-късно картината е преместена в Музей „Каподимонте“ в града.

## Описание
Тази картина напълно отговаря на религиозните порядки от периода, характерни с поставеното от Трентски събор решение за Контрареформация. Придържайки се към католическата доктрина в изкуството, през този период се заражда художественият стил Барок.
Ясно се вижда, че Фабрицио Сантафеде е повлиян от стила на Караваджо и на сем. Басано. Независимо че са използвани тъмни тонове, действието, изобразено на картината, се извършва през деня. В центъра ѝ е представено раждането на Христос, заобиколен от Дева Мария и Йосиф, обградени от прекланящите се овчари, вола и магарето. Обстановката е типична за руините на храм, а името на художника е написано върху колоната. На фона е изобразен хълмист пейзаж и други овчари, а на върха – серия от ангели.